# Tupolev ANT-9
Tupolev ANT-9 byl sovětský třímotorový dopravní letoun pro přepravu cestujících z druhé poloviny 20. let 20. století. 

## Vývoj
První prototyp stroje vzlétl v roce 1929 s trojicí francouzských motorů Gnome-Rhône Titan s výkonem po 169 kW, které roztáčely dvoulisté vrtule. Sériové ANT-9 z roku 1931 měly instalovány sovětské devítiválcové pohonné jednotky M-26 po 220 kW, které byly pro svou nespolehlivost nahrazeny americkými typy Wright Whirlwind J-4 o stejném výkonu. Celkem bylo vyrobeno asi 70 kusů.

## Specifikace (ANT-9)
Data podle: Němeček, Týc

### Technické údaje
- Osádka: 2
- Počet pasažérů: 9
- Rozpětí: 23,73 m
- Délka: 17,01 m
- Výška:
- Nosná plocha: 84,00 m²
- Pohonná jednotka: 3× hvězdicový motor Wright J-4
- Výkon motoru: 220 kW
- Hmotnost prázdného stroje: 3950 kg
- Vzletová hmotnost: 6000 kg

### Výkony
- Maximální rychlost: 209 km/h
- Cestovní rychlost: 170 km/h
- Výstup do 1000 m: 7 min
- Dostup: 3810 m
- Dolet: 1000 km